# فرچه‌پای انرواتا
فرچه‌پای انرواتا (نام علمی: Chazara enervata) گونه‌ای پروانه است که در تیره فرچه‌پایان قرار دارد. زیستگاه این پروانه ایران، تیان شان، افغانستان، پاکستان و کپه‌داغ است. این پروانه از ماه مه تا سپتامبر پرواز می‌کند و پهنای بال آن ۴۵ تا ۶۰ میلی‌متر است.